# Crossroads
Crossroads er en amerikansk dramafilm fra 2002, instrueret af Tamra Davis og med Britney Spears i hovedrollen. 

## Plot
Filmen handler om tre piger der er bedste veninder. Som 10-årige begraver de en boks og aftaler først at måtte åbne den, den dag de bliver studenter. Efter mange års adskillelse mødes de igen for at åbne boksen og sammen aftaler de at begive sig på en rejse for at finde friheden og løsrive sig fra deres barndom.

## Eksterne Henvisninger
- Crossroads på Internet Movie Database (engelsk)
- Crossroads på Filmdatabasen
- Crossroads på Scope
- Crossroads i Svensk Filmdatabas (svensk)
- Crossroads på AlloCiné (fransk)
- Crossroads på MovieMeter (nederlandsk)
- Crossroads på AllMovie (engelsk)
- Crossroads på Turner Classic Movies (engelsk)
- Crossroads på The Movie Database (engelsk)
- Crossroads på Rotten Tomatoes (engelsk)